# Samsung Galaxy Note serija
Samsung Galaxy Note je serija pametnih telefona i tablet uređaja sa Android operativnim sistemom, uređaje proizvodi i prodaje Samsung Electronics kompanija. Serija je pre svega orijentisana ka korišćenju S-pen stylus za rad sa ekranom koji je osjetljiv na dodir svi Galaxy Note modeli se prodaju sa S - pen stylus olovkom i imaju ugrađenu Wacom grafičku tablu osetljivu na dodir. Svi Galaxy Note modeli takođe uključuju i softverske karakteristike koje su orijentisane na rad sa S - pen stylus olovkom i veliki ekran uređaja; to su beležnice, aplikacije za digitalno beleženje i podela ekrana za multitasking.
Galaxy Note pametni telefoni se smatraju prvim uspešnim komercijalnim primerom "fableta" – klasa pametnih telefona sa velikim ekranima koja su namenjena da podrže funkcionalnost tradicionalnih tableta, ali na mobilnom uređaju. Samsung je prodao preko 50 miliona Galaxy Note uređaja u periodu od septembra 2011. i oktobra 2013. godine. 10 miliona uređaja Galaxy Note 3 je prodato u prvih 2 meseca, 30 miliona su bili Note 2, dok je originalni Galaxy Note prodat oko 10 miliona primeraka širom sveta.

## Modeli

### Pametni telefoni

#### Galaxy Note
U IFA Berlinu 2011. godine Samsung je najavio originalni Galaxy Note. Dok su neke medijske kuće sumnjale u izdrživost uređaja zbog veličine ekrana od (135 mm) 3.5 inča (koja je u to vreme smatrana prilično velika za telefon), Note je dobio pozitivne komentare za funkcionalnost olovke, brzine dual-core procesora od 1.4 GHz i prednosti tako velikog ekrana. Galaxy Note je bio komercijani uspeh: pušten u javnost u oktobru 2011. godine, Samsung je objavio da je već u decembru 2011. Prodato milion uređaja. U februaru 2012. Samsung je debatovao o Note verziji sa LTE podrškom i do avgusta 2012. godine prodato je 10 miliona primeraka širom sveta.

#### Galaxy Note II
Samsung je 29. avgusta 2012. godine u IFA Berlinu predstavio naslednika Galaxy Note uređaja, Galaxy Note 2. Novi model pušten u javnost septmbra 2012. godine sa unapređenim karakerstikama u odnosu na hardver originalnog Nota (sa quad-core procesorom i većim ekranom od 5.5 inča (144 mm), prerađenom olovkom i unapređenim digitajzerom od 1024 nivoa osetljivosti na dodir za preciznije pozicioniranje olovke, novi dizajn hardvera baziran na Galaxy S III), zajedno sa novim karakterisikama kao što su: pokreti olovke, deljenje ekrana za multitasking, Air View (prikazuje sadržaj držanjem olovke direktno iznad ekrana) i druge nove karakeristike predstavljene S III.

#### Galaxy Note 3
Samsung je 4. septembra 2013. godine, otkrio Galaxy Note 3, predstavljajući „premium“ dizajn sa plastično kožnom pozadinom, ekranom od 5.7 inča (145 mm) 1080p, 3 GB RAM memorije, 13 MP kamera, 32 ili 64 GB memorije, proširene funkcije S – pen stylus olovke.

#### Galaxy Note 3 Neo
U januaru 2014. godine, Samsung je prvi put na tržište izbacio „lošiju verziju“ Note 3, the Galaxy Note 3 Neo. Karakteristike su S - pen stylus, 8 MP kamera, 5.5 inča Super AMOLED HD 720p ekran, 16 GB interne memorije, 2 GB RAM memorije kao i ostale softverske karakeristike Note 3. Po prvi put ima Samsung Exynos Hexa 5260 (šestojezgarni) procesor sa quad core 1.3 GHz Cortex A7 CPU i dual core 1.7 GHz Cortex A15 CPU sa podrškom za HMP i Mali-T624 GPU.

#### Galaxy Note 4
Samsung je 3. Septebra 2014. godine u IFA Berlinu predstavio naslednika Galaxy Note 3, Galaxy Note 4. Novi model, pušten na tržište oktobra 2014. godine, predstavljen novim dizajnom plastično kožnom pozadinom i metalnim okvirom, sa 5.7 inčnim (145 mm) QHD ekranom, sa kamerom od 16 MP sa OIS, poboljšanom S - Pen Stylus olovkom, unapređenim digitajzerom sa 2048 nivoa osetljivosti na dodir i povećane funkcionalnosti, skener za otisak prstiju i druge karakteristike preuzete od Galaxy S5.

#### Galaxy Note Edge
Zajedno sa Galaxy Note 4, Galaxy Note Edge je takođe predstavio nove karakteristike kao što je zaobljen ekran od 160px u desnu stranu telefona. Da bi prilagodili dizajn dugme za uključivanje telefona je premešteno na vrh pored utičnice za slušalice i baterija je smanjena na 3000mAh. Karakteristike su inače identične Galaxy Note 4. Veličina ekrana je 5.6 inča, za 0,1 inča manji u poređenju sa Note 4.

#### Galaxy Note 5
Galaxy Note 5 je najavljen 13. Avgusta 2015. godine u Njujorku i par dana kasnije je već bio dostupan u nekim prodavnicama. Proizveden je u beloj, srebrnoj, zlatnoj i metalik plavoj boji, i sa 32, 64 i 128 GB memorije. Ima karakterističan metalni i stakleni dizajn. Za razliku od prethodnog Note modela baterija je ugrađena i nema Micro-SD slot za eksternu memoriju.
Samsungov cilj nije bio da se uređaj prodaje u Evropi, već umesto toga Galaxy S6 Edge+. Ostale države su prodavale sledeće verzije: N920T (T-Mobile); N920A (AT&T); N920I (Australija, Novi Zeland, Singapur, Kanada); N920G (India) N920CD duos (Korеја, Vijetnam).

### Tablet računari

#### Samsung Galaxy Note

##### Galaxy Note 8.0
Samsung je najavio Galaxy Note 8.0 na Svetskom mobilnom kongresu 2013. godine. Tablet ima ekran od 8 inča i koristi quad-core 1.6 GHz procesor, kao i Galaxy Note 10.1 podržava Samsung S-pen stylus olovku.

##### Galaxy Note 10.1
Na Svetskom mobilnom kongresu 2012. godine, Samsung je najavio Galaxy Note 10.1, kao alternativu Galaxy Tabu 10.1. Ima ekran od 10.1 inča i koristi quad-core 1.4 GHz procesor, podržava i Samsung S-pen stylus olovku kao što je viđeno kod originalnog Galaxy Note telefona.

##### Galaxy Note 10.1 2014 Edition
Samsung je 2013. napravio drugu epizodu događaja u Berlinu i Njujorku gde je najavio naslednika originalnog Galaxy Note 10.1 inčnog tableta predstavljajući Galaxy Note 10.1 2014 Edition. Kao i prethodnik, ima ekran veličine 10.1 inča i sad podržava unapređeni Samsung S – pen stylus input koji je takođe viđen kod Note III i kopira dizajn svog lošijeg prethodnika Samsung Galaxy Tab 3 10.1 koji pokazuje dizajn prvi put korišćen kod Samsung Galaxy S4.

#### Samsung Galaxy Note Pro

##### Galaxy Note Pro 12.2
Na Consumer Electronic Show događaju u Las Vegasu 2014. godine, Samsung je objavio prvu Pro liniju tableta. Za liniju je karakterističan veći Samsung Galaxy Note Pro sa ekranom od 12.2 inča koji dolazi u paketu sa istom S-pen stylus olovkom koju ima Samsung Galaxy Note 10.1 2014 Edition, i koja je standard za Note seriju uređaja. Dizajn je sličan dizajnu Samsung Galaxy Note 10.1 2014 Edition koji ima Samsungov standard gde je pozadnina uređaja prekrivena prošivenom - kožom.

## Ostali Samsung uređaji koji podržavaju S-Pen stylus olovku

### Galaxy Tab
Pušten u javnost zajedno sa prvim regularnim tabletom Tab A 8.0, Samsung je 2015. godine objavio Tab A 9.7, opremljen sa S-pen stylus olovkom. Ovo je prvi Samsung Galaxy uređaj koji je podržava rad sa S-pen stylus olovkom, a da ne pripada Note seriji.

## Poređenje
Ova tabela je namenjena da pokaže razlike između modela Galaxy Note serije. Lista se odnosi na otključane i internacionalne uređaje.
|                                                    | Fablet | Fablet | Fablet | Fablet | Fablet | Fablet | Fablet | Tablet | Tablet | Tablet |
| Galaxy Note/Galaxy Note LTE (N7000/3G) (N7005/LTE) | Galaxy Note II (N7100/3G) (N7105/LTE) | Galaxy Note 3 (N9000/3G) (N9005/LTE) | Galaxy Note 3 Neo (N7500/3G) (N7505/LTE) | Galaxy Note 4 (SM-N910G) | Galaxy Note Edge (SM-N915G) | Galaxy Note 5 (SM-N920) | Galaxy Note 8.0 (N5100/N5110/N5120) | Galaxy Note 10.1 (N8000/N8010/N8020) | Galaxy Note 10.1 2014 Edition (P600/P601/P605) | |
| -------------------------------------------------- | --- | --- | --- | --- | --- | --- | --- | --- | --- | --- |
| Datum izlaska na tržište                           | Oktobar 2010. | Septembar 2012. | Septembar 2013. | Februar 2014. | Oktobar 2014. | Novembar 2014. | Avgust 2015. | April 2013. | Avgust 2012. | Oktobar 2013. |
| Dimenzije                                          | V 146,9 mm (5,78 in) Š 83 mm (3,27 in) D 9,7 mm (0,38 in) | V 151,1 mm (5,95 in) Š 80,5 mm (3,17 in) D 9,4 mm (0,37 in) | V 151,2 mm (5,95 in) Š 79,2 mm (3,12 in) D 8,3 mm (0,33 in) | V 148,4 mm (5,84 in) Š 77,4 mm (3,05 in) D 8,6 mm (0,34 in) | V 153,5 mm (6,04 in) Š 78,6 mm (3,09 in) D 8,5 mm (0,33 in) | V 151,3 mm (5,96 in) Š 82,4 mm (3,24 in) D 8,3 mm (0,33 in) | V 153,2 mm (6,03 in) Š 76,1 mm (3,00 in) D 7,6 mm (0,30 in) | V 210,8 mm (8,30 in) Š 135,9 mm (5,35 in) D 8,1 mm (0,32 in)                                                                                 | V 262 mm (10,31 in) Š 180 mm (7,09 in) D 8,9 mm (0,35 in) | V 243,1 mm (9,57 in) Š 171,4 mm (6,75 in) D 7,9 mm (0,31 in)                                                                                         |
| Težina (sa baterijom)                              | 178 g (6,3 oz) | 180 g (6,3 oz) | 168 g (5,9 oz) | 163 g (5,7 oz) | 176 g (6,2 oz) | 174 g (6,1 oz) | 171 g (6,0 oz) | 338 g (11,9 oz) | 599 g (21,1 oz) | 537 g (18,9 oz) |
| Android Operativni sistem                          | 2.3; mogućnost nadogranje 4.1 Jelly Bean | 4.1; mogućnost nadogranje 4.4.2 KitKat | 4.3; mogućnost nadogranje 5.1.1 Lollipop | 4.3; mogućnost nadogranje 5.1.1 Lollipop | 4.4; mogućnost nadogranje 5.1.1 Lollipop | 4.4; mogućnost nadogranje 5.1.1 Lollipop | 5.1.1 Lollipop | 4.1; mogućnost nadogranje 4.4 KitKat | 4.0; mogućnost nadogranje 4.4 KitKat | 4.3; mogućnost nadogranje 5.0 Lollipop |
| Ekran                                              | 5.3-inch HD WXGA (800x1280) Super AMOLED | 5.55-inch HD 720p (720x1280) Super AMOLED Plus | 5.7-inch Full HD 1080p (1080x1920) Super AMOLED | 5.5-inch Full HD 1080p (1080x1920) Super AMOLED | 5.7-inch Quad HD Super AMOLED (1440x2560) Super AMOLED | 5.6-inch Quad HD Super AMOLED (1440x2560) Super AMOLED | 5.7-inch Quad HD Super AMOLED (1440x2560) Super AMOLED | 8.0-inch HD WXGA (800x1280) TFT | 10.1-inch HD WXGA (800x1280) Super PLS TFT | 10.1-inch HD WQXGA (2560x1600) Super Clear PLS TFT                                                                                                   |
| SoC                                                | Samsung Exynos 4210 | Samsung Exynos 4412 Quad | Samsung Exynos 5 Octa 5420 (LTE Cat4 ili 6. verzija) Qualcomm Snapdragon 800 (LTE Cat6 verzija)                                                                 | Samsung Exynos 5 Quad 5260 | Samsung Exynos 5433 (3G) ili Snapdragon 805 (LTE) | Exynos 7 Octa 5433 (LTE verzija) Qualcomm Snapdragon 805 (LTE+ verzija) | Exynos 7 Octa 7420 | Samsung Exynos 4412 Quad | Samsung Exynos 4412 Quad | Samsung Exynos 5420 (Wi-Fi & Wi-Fi+3G) ili Snapdragon 800 (LTE)                                                                                      |
| CPU                                                | 1.4 GHz dual-core ARM Cortex-A9 | 1.6 GHz quad-core ARM Cortex-A9 | 2.3 GHz quad-core Krait 400 (4G/LTE) ili 1.9 GHz quad-core ARM Cortex-A15 & 1.3 GHz quad-core ARM Cortex-A7 (3G)                                                | 1.3 GHz quad-core ARM Cortex-A7 & 1.7 GHz dual-core ARM Cortex-A15                                                                                                 | 1.3 GHz quad-core Cortex-A53 1.9 GHz quad-core Cortex-A57 (LTE Cat4 verzija), 2.7 GHz quad-core Krait 450 (LTE Cat6 verzija) | 2.7 GHz quad-core Krait 450 (LTE+ verzija) | 1.3 GHz quad-core Cortex-A53 1.9 GHz quad-core Cortex-A57 | 1.6 GHz quad-core ARM Cortex-A9 | 1.4 GHz quad-core ARM Cortex-A9 | 2.1 GHz quad-core ARM Cortex-A57 & 1.5 GHz quad-core ARM Cortex-A53                                                                                  |
| GPU                                                | ARM Mali-400MP4 · (266 MHz) | ARM Mali-400MP4 · (400 MHz) | ARM Mali-T628MP6 (3G verzija) (600 MHz), · Adreno 330 (4G/LTE model) (450 MHz)                                                                                  | ARM Mali-T624 (400 MHz) | ARM Mali T760 (LTE Cat4 verzija) Adreno 420 (LTE Cat6 verzija) | ARM Mali T760 (LTE Cat4 verzija) Adreno 420 (LTE Cat6 verzija) | ARM Mali-TT760MP8 | ARM Mali-400MP4 · (400 MHz) | ARM Mali-400MP4 · (400 MHz) | ARM Mali-T628MP6 (Wi-Fi & Wi-Fi+3G verzija) (600 MHz), · Adreno 330 (4G/LTE model) (450 MHz)                                                         |
| RAM                                                | 1 GB | 2 GB | 3 GB | 2 GB | 3 GB | 3 GB | 4 GB | 2 GB | 2 GB | 3 GB |
| Memorija                                           | 16 ili 32 GB Eksterna memorija: microSD slot (do 64 GB) | 16 ili 32 ili 64 GB Eksterna memorija: microSD slot (do 64 GB) | 16 ili 32 ili 64 GB Eksterna memorija: microSD slot (do 64 GB)                                                                                                  | 16 GB Eksterna memorija: microSD slot (do 64 GB) | 32 ili 64 GB Eksterna memorija: microSD slot (do 128 GB) | 32 ili 64 GB Eksterna memorija: microSD slot (do 128 GB) | 32 ili 64 GB (nema eksterne memorije) | 16 ili 32 GB Eksterna memorija: microSD slot (do 64 GB)                                                                                      | 16 ili 32 ili 64 GB Eksterna memorija: microSD slot (do 64 GB) | 16 ili 32 ili 64 GB Eksterna memorija: microSD slot (do 64 GB)                                                                                       |
| 2G GSM/GPRS/EDGE                                   | 850/900/1,800/1,900 MHz | 850/900/1,800/1,900 MHz | 850/900/1,800/1,900 MHz | 850/900/1,800/1,900 MHz | 850/900/1,800/1,900 MHz | 850/900/1,800/1,900 MHz | 850/900/1,800/1,900 MHz | Opcionalno | Opcionalno | Opcionalno |
| 3G WCDMA/HSPA                                      | Da | Da | Da | Da | Da | Da | Da | Opcionalno | Opcionalno | Opcionalno |
| 4G LTE                                             | Opcionalno | Opcionalno | Opcionalno | Opcionalno | Opcionalno | Opcionalno | Opcionalno | Opcionalno | Opcionalno | Opcionalno |
| Povezanost                                         | Wi-Fi: 802.11a/b/g/n, Wi-Fi hotspot DLNA(Cert. not listed) Wi-Fi Direct Bluetooth 3.0+HS Standard 5-pin micro USB 2.0 (Via MHL) HDMI podržava USB OTG podržava | Wi-Fi: 802.11a/b/g/n, Wi-Fi hotspot DLNA(Cert. not listed) Wi-Fi Direct Bluetooth 4.0+LE Standard 5-pin micro USB 2.0 (Via MHL) HDMI podržava USB OTG podržava NFC | Wi-Fi: 802.11a/b/g/n/ac, Wi-Fi hotspot DLNA(Cert. not listed) Wi-Fi Direct Bluetooth 4.0+LE B port micro USB 3.0 (Via MHL 2) HDMI podržava USB OTG podržava NFC | Wi-Fi: 802.11a/b/g/n, Wi-Fi hotspot DLNA(Cert. not listed) Wi-Fi Direct Bluetooth 4.0+LE Standard 5-pin micro USB 2.0 (Via MHL) HDMI podržava USB OTG podržava NFC | Wi-Fi: 802.11a/b/g/n/ac, Wi-Fi hotspot DLNA(Cert. not listed) Wi-Fi Direct Bluetooth 4.0+LE B port micro USB 2.0 (Via MHL 2) HDMI podržava USB OTG podržava NFC                                                                                      | Wi-Fi: 802.11a/b/g/n/ac, Wi-Fi hotspot DLNA(Cert. not listed) Wi-Fi Direct Bluetooth 4.0+LE B port micro USB 2.0 (Via MHL 2) HDMI podržava USB OTG podržava NFC                                                                                      | Wi-Fi: 802.11a/b/g/n, Wi-Fi hotspot DLNA(Cert. not listed) Wi-Fi Direct Bluetooth 4.0+LE Standard 5-pin micro USB 2.0 (Via MHL) USB OTG podržava                                                                   | Wi-Fi: 802.11a/b/g/n, Wi-Fi hotspot DLNA Wi-Fi Direct Bluetooth 4.0+LE Standard 5-pin micro USB 2.0 (Via MHL) HDMI podržava USB OTG podržava | Wi-Fi: 802.11a/b/g/n/ac, Wi-Fi hotspot DLNA(Cert. not listed) Wi-Fi Direct Bluetooth 4.0+LE Standard 5-pin micro USB 2.0 (Via MHL) HDMI podržava USB OTG podržava | Wi-Fi: 802.11a/b/g/n, Wi-Fi hotspot DLNA Wi-Fi Direct Bluetooth 4.0+LE Standard 5-pin micro USB 2.0 (Via MHL) HDMI podržava USB OTG podržava         |
| Senzori                                            | Akcelerometar 3-axis žiro-senzor Senzor blizine Ambijentno svetlo Kompas Barometar                                                                             | Akcelerometar 3-axis žiro-senzor Senzor blizine Ambijentno svetlo Kompas Barometar Magnetometar GLONASS                                                            | Akcelerometar 3-axis žiro-senzor Senzor blizine Ambijentno svetlo Kompas Barometar Temperatura Vlažnost vazduha Senzor pokreta Magnetometar GLONASS             | Akcelerometar 3-axis žiro-senzor Senzor blizine Ambijentno svetlo Kompas Barometar Magnetometar GLONASS                                                            | Akcelerometar 3-axis žiro-senzor Senzor blizine Ambijentno svetlo Kompas Barometar Temperatura Vlažnost vazduha Senzor pokreta geomagnetski senzor RGB ambijentno svetlo Hallov senzor senzor otiska prsta GLONASS                                   | Akcelerometar 3-axis žiro-senzor Senzor blizine Ambijentno svetlo Kompas Barometar Temperatura Vlažnost vazduha Senzor pokreta geomagnetski senzor RGB ambijentno svetlo Hallov senzor senzor otiska prsta GLONASS                                   | Akcelerometar 3-axis žiro-senzor Senzor blizine Ambijentno svetlo Kompas Barometar Temperatura Vlažnost vazduha Senzor pokreta geomagnetski senzor RGB ambijentno svetlo Hallov senzor senzor otiska prsta GLONASS | Akcelerometar 3-axis žiro-senzor Senzor blizine Ambijentno svetlo Kompas Barometar Magnetometar GLONASS                                      | Akcelerometar 3-axis žiro-senzor Senzor blizine Ambijentno svetlo Kompas Barometar Magnetometar GLONASS                                                           | Akcelerometar 3-axis žiro-senzor Senzor blizine Ambijentno svetlo Kompas Barometar Temperatura Vlažnost vazduha< Senzor pokreta Magnetometar GLONASS |
| Radio                                              | Stereo FM radio sa RDS | Stereo FM radio sa RDS | Ne | Ne | Ne | Ne | Ne | Ne | Ne | Ne |
| ANT+ Podrška                                       | Ne | Da | Da | Da | Da | Da | Da | Da | Da | Da |
| Kamera                                             | 8 MP 1080p HD snimanje videa Prednja kamera: 2 MP (snimanje videa sa VGA)                                                                                      | 8 MP 1080p HD snimanje videa Prednja kamera: 1.9 MP (snimanje videa u 720p HD)                                                                                     | 13 MP 4K snimanje videa (4G verzija) 1080p HD snimanje videa u 60fps Prednja kamera: 2 MP (snimanje videa u 1080p HD)                                           | 8 MP 1080p HD snimanje videa Prednja kamera: 2 MP (snimanje videa u 1080p HD)                                                                                      | 16 MP Smart OIS (Pametna optička stabilizacija slike + softverska stabilizacija slike) 4K snimanje videa (4G verzija) 1080p HD D snimanje videa u 60fps 720p hd snimanje videa u 120fps Prednja kamera: 3.7 MP with 1.9f (snimanje videa u 1440p HD) | 16 MP Smart OIS (Pametna optička stabilizacija slike + softverska stabilizacija slike) 4K snimanje videa (4G verzija) 1080p HD D snimanje videa u 60fps 720p hd snimanje videa u 120fps Prednja kamera: 3.7 MP with 1.9f (snimanje videa u 1440p HD) | 16 MP Smart OIS (Pametna optička stabilizacija slike + softverska stabilizacija slike) Prednja kamera: 5 MP (snimanje videa u 1440p HD)                                                                            | 5 MP 1080p HD snimanje videa Prednja kamera: 1.3 MP (snimanje videa u 720p HD)                                                               | 5 MP 1080p HD snimanje videa Prednja kamera: 1.9 MP (snimanje videa u 720p HD)                                                                                    | 8 MP 1080p HD snimanje videa Prednja kamera: 2 MP (snimanje videa u 1080p HD)                                                                        |
| Baterija                                           | 2.500 mAh | 3.100 mAh | 3.200 mAh | 3.100 mAh | 3,220 mAh | 3,000 mAh | 3,000 mAh (ugrađena) | 4.600 mAh | 7,000 mAh | 8,220 mAh |
|                                                    | Galaxy Note/Galaxy Note LTE (N7000/3G) (N7005/LTE) | Galaxy Note II (N7100/3G) (N7105/LTE) | Galaxy Note 3 (N9000/3G) (N9005/LTE) | Galaxy Note 3 Neo (N7500/3G) (N7505/LTE) | Galaxy Note 4 (SM-N910G) | Galaxy Note Edge (SM-N915G) | Galaxy Note 5 (SM-N920) | Galaxy Note 8.0 (N5100/N5110/N5120) | Galaxy Note 10.1 (N8000/N8010/N8020) | Galaxy Note 10.1 2014 Edition (P600/P601/P605) |
| Fablet                                             | Fablet | Fablet | Fablet | Fablet | Fablet | Fablet | Tablet | Tablet | Tablet | |

## Spoljašnje veze
- Samsungov web sajt
- Forum za android uređaje